# Elecciones estatales de Coahuila de 2014
Las elecciones estatales de Coahuila de 2014 se llevaron a cabo el domingo 6 de julio de 2014, y en ellas se renovaron los siguientes cargos de elección popular:
- 25 Diputados al Congreso del Estado. 16 electos por mayoría relativa en cada uno de los Distrito Electorales y 9 mediante el principio de representación proporcional.

## Congreso del Estado

### Organización

#### Distritación electoral
Coahuila se divide en 16 distritos electorales para la elección de los 16 diputados por mayoría relativa, los cuales cuentan con una cabecera distrital y pueden abarcar más de un municipio.
| Distrito | Cabecera       | Municipios                                                               |
| -------- | -------------- | ------------------------------------------------------------------------ |
| I        | Saltillo       | Saltillo                                                                 |
| II       | Saltillo       | Saltillo                                                                 |
| III      | Saltillo       | Saltillo                                                                 |
| IV       | Saltillo       | Saltillo                                                                 |
| V        | Ramos Arizpe   | Parras de la Fuente, Arteaga, General Cepeda                             |
| VI       | Torreón        | Matamoros, Viesca                                                        |
| VII      | Torreón        | Torreón                                                                  |
| VIII     | Torreón        | Torreón                                                                  |
| IX       | Torreón        | Torreón                                                                  |
| X        | San Pedro      | Francisco I. Madero, Sierra Mojada                                       |
| XI       | Frontera       | Monclova, Nadadores, Sacramento, La Madrid, Cuatrocienegas, Ocampo       |
| XII      | Monclova       | Candela, Castaños                                                        |
| XIII     | Múzquiz        | San Buenaventura, San Juan de Sabinas, Progreso, Escobedo, Abasolo       |
| XIV      | Sabinas        | Allende, Juárez, Morelos, Nava, Villa Unión, Guerrero, Hidalgo, Zaragoza |
| XV       | Ciudad Acuña   | Jiménez                                                                  |
| XVI      | Piedras Negras | Piedras Negras                                                           |

## Resultados electorales
Originalmente, la LX Legislatura del Congreso de Coahuila iba a conformarse por 16 hombres y 9 mujeres, sin embargo, tras una resolución del Tribunal Electoral del Poder Judicial de la Federación, determinó que la mujer debía de tener prioridad al buscar un cargo de elección popular. Por eso, el Tribunal modificó la lista de diputados plurinominales logrando que el Congreso de Coahuila se convirtiera en el primero en México con una mayoría femenina, ya que la legislatura estaría conformada ahora por 13 mujeres y 12 hombres. Estos son los resultados:

### Diputados
Los votos logrados por la Coalición Todos Somos Coahuila integrada por los partidos PRI, PVEM, Nueva Alianza, Partido Socialdemócrata, Partido Primero Coahuila, Partido Joven, Partido de la Revolución Coahuilense y el Partido Campesino Popular, de acuerdo al convenio correspondiente registrado ante el Instituto Electoral y de Participación Ciudadana de Coahuila (IEPCC) realiza un trasvase de votos contemplado en código electoral vigente quedando los computos como se muestran a continuación:
|  | 23.07 % |

|  | 35.14 % |

|  | 3.41 % |

|  | 5.17 % |

|  | 1.77 % |

|  | 6.26 % |

|  | 1.24 % |

|  | 4.48 % |

|  | 4.27 % |

|  | 5.61 % |

|  | 2.57 % |

|  | 3.43 % |

|  | 0.70 % |

|  | 2.89 % |

|  | 96.61 % |

|  | 3.39 % |

|  | 39.50 % |

|  | 60.5 % |

### 1.° distrito. Saltillo
|  | 29.40 % |

|  | 62.16 % |

|  | 1.53 % |

|  | 1.35 % |

|  | 1.84 % |

|  | 0.53 % |

|  | 1.21 % |

|  | 0.65 % |

|  | 0.09 % |

|  | 0.30 % |

|  | 1.30 % |

|  | 0.19 % |

|  | 0.28 % |

|  | 0.42 % |

|  | 96.26 % |

|  | 3.74 % |

|  | 35.14 % |

|  | 64.86 % |

### 3.° distrito. Saltillo
|  | 23.81 % |

|  | 63.78 % |

|  | 1.94 % |

|  | 1.20 % |

|  | 2.38 % |

|  | 0.53 % |

|  | 0.57 % |

|  | 1.21 % |

|  | 0.09 % |

|  | 0.30 % |

|  | 0.19 % |

|  | 0.28 % |

|  | 0.42 % |

|  | 95.97 % |

|  | 4.03 % |

|  | 38.48 % |

|  | 61.52 % |

### 4.° distrito. Saltillo
|  | 27.83 % |

|  | 59.45 % |

|  | 1.32 % |

|  | 1.07 % |

|  | 2.05 % |

|  | 0.49 % |

|  | 0.57 % |

|  | 2.82 % |

|  | 0.08 % |

|  | 0.36 % |

|  | 1.73 % |

|  | 0.21 % |

|  | 0.29 % |

|  | 0.29 % |

|  | 96.50 % |

|  | 3.50 % |

|  | 35.74 % |

|  | 64.26 % |

### 5.° distrito. Ramos Arizpe
|  | 13.57 % |

|  | 66.15 % |

|  | 1.42 % |

|  | 5.76 % |

|  | 3.51 % |

|  | 0.22 % |

|  | 0.37 % |

|  | 1.69 % |

|  | 0.20 % |

|  | 1.21 % |

|  | 4.47 % |

|  | 0.42 % |

|  | 0.23 % |

|  | 0.13 % |

|  | 97.45 % |

|  | 2.55 % |

|  | 38.18 % |

|  | 61.82 % |

### 6.° distrito. Torreón
|  | 10.60 % |

|  | 56.47 % |

|  | 2.26 % |

|  | 1.20 % |

|  | 1.51 % |

|  | 0.95 % |

|  | 1.20 % |

|  | 2.84 % |

|  | 5.79 % |

|  | 0.27 % |

|  | 0.56 % |

|  | 14.58 % |

|  | 0.53 % |

|  | 0.45 % |

|  | 97.10 % |

|  | 2.90 % |

|  | 42.38 % |

|  | 57.62 % |

### 7.° distrito. Torreón
|  | 25.14 % |

|  | 59.33 % |

|  | 2.70 % |

|  | 1.30 % |

|  | 1.26 % |

|  | 2.56 % |

|  | 0.82 % |

|  | 1.79 % |

|  | 0.82 % |

|  | 0.89 % |

|  | 0.21 % |

|  | 1.89 % |

|  | 0.27 % |

|  | 0.31 % |

|  | 95.09 % |

|  | 4.91 % |

|  | 35.94 % |

|  | 64.06 % |

### 11.° distrito. Frontera
|  | 35.12 % |

|  | 58.47 % |

|  | 1.52 % |

|  | 0.47 % |

|  | 1.29 % |

|  | 0.67 % |

|  | 0.29 % |

|  | 0.68 % |

|  | 0.11 % |

|  | 0.32 % |

|  | 0.09 % |

|  | 0.05 % |

|  | 0.18 % |

|  | 0.18 % |

|  | 97.96 % |

|  | 2.04 % |

|  | 36.9 % |

|  | 63.10 % |

### 13.° distrito. Muzquiz
|  | 27.15 % |

|  | 59.17 % |

|  | 0.44 % |

|  | 0.33 % |

|  | 0.99 % |

|  | 0.24 % |

|  | 0.64 % |

|  | 2.71 % |

|  | 0.17 % |

|  | 0.23 % |

|  | 0.44 % |

|  | 0.98 % |

|  | 0.10 % |

|  | 5.58 % |

|  | 97.84 % |

|  | 2.16 % |

|  | 42.08 % |

|  | 57.92 % |

### 14.° distrito. Sabinas
|  | 16.32 % |

|  | 46.75 % |

|  | 1.37 % |

|  | 0.34 % |

|  | 0.75 % |

|  | 0.71 % |

|  | 0.26 % |

|  | 31.95 % |

|  | 0.15 % |

|  | 0.07 % |

|  | 0.48 % |

|  | 0.06 % |

|  | 0.08 % |

|  | 0.12 % |

|  | 97.29 % |

|  | 2.71 % |

|  | 40.51 % |

|  | 59.49 % |

### 16.° distrito. Piedras Negras

#### Participación electoral
De acuerdo a la ley electoral vigente, para la elección de diputados de Mayoría relativa, Coahuila se divide en 16 distritos los cuales cuentan con su padrón electoral de ciudadanos mayores de 18 años que pueden registrarse en la lista nominal de electores y participar en la jornada para emitir su sufragio.
| Distrito | Cabecera                  | Padrón Electoral | Participación |
| -------- | ------------------------- | ---------------- | ------------- |
| I        | Saltillo                  | 140,023          | 35.14 %       |
| II       | Saltillo                  | 137,602          | 37.07 %       |
| III      | Saltillo                  | 117,673          | 38.48 %       |
| IV       | Saltillo                  | 125,335          | 35.74 %       |
| V        | Ramos Arizpe              | 109,219          | 38.18 %       |
| VI       | Torreón                   | 152,858          | 42.38 %       |
| VII      | Torreón                   | 143,856          | 35.94 %       |
| VIII     | Torreón                   | 117,286          | 37.86 %       |
| IX       | Torreón                   | 145,597          | 34.80 %       |
| X        | San Pedro de las Colonias | 115,204          | 47.80 %       |
| XI       | Frontera                  | 135,022          | 36.90 %       |
| XII      | Monclova                  | 130,268          | 38.17 %       |
| XIII     | Muzquiz                   | 108,467          | 42.08 %       |
| XIV      | Sabinas                   | 107,935          | 40.51 %       |
| XV       | Ciudad Acuña              | 110,244          | 40.08 %       |
| XVI      | Piedras Negras            | 120,428          | 32.42 %       |

### Diputados Electos por Mayoría Relativa[14]
| Distrito | Candidato electo                     |
| -------- | ------------------------------------ |
| I        | Javier Díaz González                 |
| II       | Francisco Tobías Hernández           |
| III      | José María Fraustro Siller           |
| IV       | Martha Garay                         |
| V        | Lilia Isabel Gutiérrez Burciaga      |
| VI       | Verónica Martínez García             |
| VII      | Shamir Fernández Hernández           |
| VIII     | Irma Leticia Castaño Orozco          |
| IX       | Luis Gurza Jaidar                    |
| X        | Ana Isabel Duran Piña                |
| XI       | José Ricardo Zaldívar Vaquera        |
| XII      | Melchor Sánchez de la Fuente         |
| XIII     | Adolfo Generoso Mondragón Montemayor |
| XIV      | Marta Carolina Morales Irribaren     |
| XV       | Georgina Cano Torralva               |
| XVI      | Sonia Villarreal Pérez               |

### Diputados Electos Proporcionalmente
Originalmente, el Partido Acción Nacional solo había obtenido a un diputado plurinominal, sin embargo, el pleno de la Sala Regional de Monterrey del Tribunal Federal Electoral falló a favor del PAN, quien alegó que el Partido Revolucionario Institucional tenía una sobre representación al haber ganado todos los distritos de mayoría relativa y haber postulado diputados del PRI en partidos minoritarios que habrían conseguido lugares en la lista plurinominal. Por lo tanto, el PAN logró obtener 4 lugares en la lista de plurinominales y el PRD, PRC y PCP se quedaron sin diputados en la próxima LX Legislatura (los últimos serían los que habrían participado en alianza con el PRI). La lista también sufrió un reajuste de género cuando el TRIFE ordenó al partido Unidad Democrática de Coahuila y al Partido Verde Ecologista de México cambiar a sus legisladores electos por mujeres.
| Lista | Diputado                                                                    |
| ----- | --------------------------------------------------------------------------- |
| 1     | Lariza Montiel Luis                                                         |
| 2     | Jesús de León Tello                                                         |
| 3     | Armando Pruneda Valdez                                                      |
| 4     | Yolanda Acuña Contreras                                                     |
| 5     | Sergio Garza Castillo Sustituye a Patricia Garza Villarreal                 |
| 6     | Leonel Contreras Pámanes                                                    |
| 7     | María de Jesús Martínez López Sustituye a Javier de Jesús Rodríguez Mendoza |
| 8     | Jorge Alberto Salcido Portillo                                              |
| 9     | Claudia Elisa Morales Salazar                                               |